# Josepha Weber
Pour les articles homonymes, voir Weber, Hofer et Mayer.
Maria Josepha Weber, de son nom marital Josepha Hofer, puis Josepha Mayer, née à Zell en 1758 et morte à Vienne le 29 décembre 1819, est une soprano allemande. Belle-sœur de Wolfgang Amadeus Mozart, elle fut la première à interpréter le rôle de la Reine de la nuit dans son opéra La Flûte enchantée (1791).

## Biographie
Elle était la fille aînée de Fridolin Weber et Cäcilia Stamm, et la nièce de Franz Anton von Weber (1734-1812), musicien et maître de chapelle. En tant que membre de la famille Weber, elle était apparentée à Aloysia Weber, sa sœur cadette, qui fut tout d'abord aimée de Mozart et qui chanta dans ses opéras plus tardifs ; à Constance Mozart, sa plus jeune sœur, qui épousa Mozart en 1782 ; et à un cousin germain, le compositeur Carl Maria von Weber.
Sur son chant, le Grove's Dictionary of Music and Musicians écrit, « D'après des témoignages contemporains, elle possédait une véritable tessiture mais avait une approximation dans sa voix et manquait de présence en scène. » Cette qualité lui permettait d'aborder les passages très difficiles de colorature que Mozart écrivit pour le rôle de la Reine de la Nuit. Elle chanta le rôle sur scène pendant dix ans, jusqu'en 1801.
Elle se maria deux fois, en 1788 avec le musicien de la cour Franz de Paula Hofer (1755–1796) et en 1797 avec le chanteur Sebastian Mayer (1773–1835), qui fut le premier à interpréter le rôle de Pizarro dans l'opéra Fidelio de Beethoven.

## Filmographie
- Leueen MacGrath interprète Josepha Weber dans le film de Basil Dean, Whom the Gods Love : The Original Story of Mozart and his Wife (1936).

## Source
- (en) Cet article est partiellement ou en totalité issu de l’article de Wikipédia en anglais intitulé « Josepha Weber » (voir la liste des auteurs).